# Strymon youngi
Strymon youngi är en fjärilsart som beskrevs av William D. Field 1936. Strymon youngi ingår i släktet Strymon och familjen juvelvingar. Inga underarter finns listade i Catalogue of Life.